# 전국책
《전국책》(戰國策)은 중국 전국시대의 유세가의 언설(言說), 국책(國策), 헌책(獻策), 그 외의 일화를 각 나라별로 편집하여, 정리한 서적이다. 원래는 국책(國策), 국사(國事), 사어(事語), 단장(短長), 장서(長書), 수서(修書)라는 서적이 있었지만, 이것을 전한의 유향(劉向)이 33편을 모아서 정리했다. 전국시대라는 말도 이 책에 유래한다.
송나라(宋) 시대에는 일부가 없어져서, 증공(曾鞏)이 다시 정리하였다. 주석은 한나라(漢) 고유(高誘)의 주석이 있었지만 없어졌다. 송나라의 학자 포표(鮑彪)는 전국책을 개정하여 새로운 주석을 만들었다.
장사의 마왕퇴 한나라 묘지에 출토한 백서에는 《전국책》과 유사한 내용이 적혀있어, 《전국종횡가서》(戰國縱橫家書)라고 명명되었다.

## 배경
춘추시대를 거쳐 전국시대로 들어가면서, 주나라의 봉건제도가 와해 되고, 소국은 대국에 흡수되어, 병탄되어 각국이 영토의 획장에 열에 올랐고, 도처에 침략 전쟁을 하고 있었다. 그러나, 각국은 무력으로 침략을 극력 회피했다. 왜냐하면, 무력에 의한 침략에서는 승패에 관계없이 국력의 소모를 가져와, 타국에게 빈틈을 주기 때문으로, 서주(西周), 송나라(宋), 위(衛)나라등의 소국은 물론 진, 제, 초나라등의 대국도 평화적 외교 수단에 의해 타개하려고 했다. 그 한편으로 여러 가지 사상이 태어나 법가의 상앙과 유가인 공자등의 학자, 사상가나, 또 여러 국가에서 유세하여 외교를 논하는 종횡가(또는 유세가)등에게 활약하게 하는 기반을 주었다. 전국책 중에서 적혀 있는 것은, 대체로 이 종횡가(유세가)의 글이다.

## 내용
《전국책》의 내용은 위 도공(衛悼公) 시대(기원전 476년)부터 진 시황제(기원전 222년) 시대까지 육국이 진나라(秦)에게 멸망할 때까지의 250여년에 걸친 전국시대 유세가의 말이 기록되어 있다.

## 같이 보기
- 수사학
- 종횡가